# 克里塞
克里塞（法語：Crissey，法語發音：[kʁisɛ]）是法国索恩-卢瓦尔省的一个市镇，属于索恩河畔沙隆区。

## 地理
克里塞（46°49'6"N, 4°52'57"E）面积10.97 平方千米，位于法国勃艮第-弗朗什-孔泰大區索恩-卢瓦尔省，该省份为法国中部省份，北起顺时针与科多尔省、汝拉省、安省、罗讷省、卢瓦尔省、阿列省和涅夫勒省接壤。
与克里塞接壤的市镇（或旧市镇、城区）包括：大维雷、索恩河畔沙隆、布雷斯地区沙特努瓦、弗拉涅-拉卢瓦耶尔、萨斯奈。

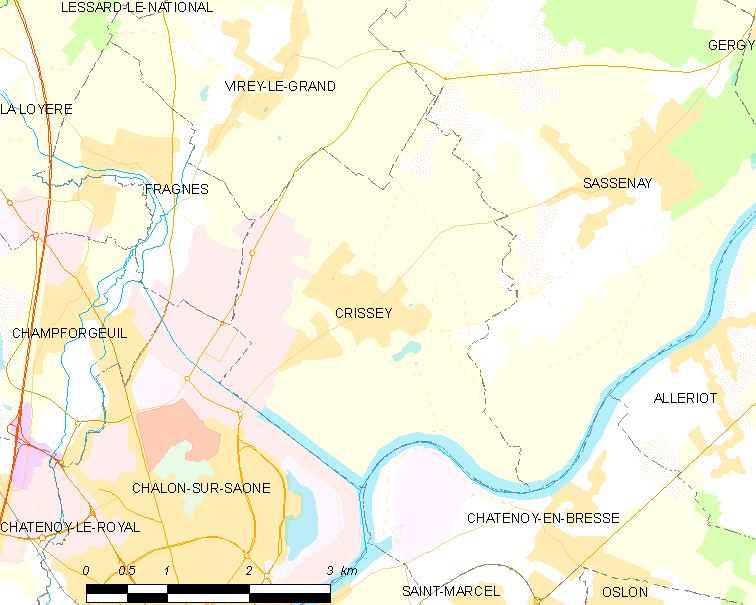
克里塞的OSM定位图

克里塞的时区为UTC+01:00、UTC+02:00（夏令时）。

## 行政
克里塞的邮政编码为71530，INSEE市镇编码为71154。

## 政治
克里塞所属的省级选区为索恩河畔沙隆第一县。

## 人口

1962-2008年间克里塞人口变化图示

克里塞于2022年1月1日时的人口数量为2473人。